# Аркуа-Петрарка
Аркуа-Петрарка (італ. Arquà Petrarca, вен. Arquà Petrarca) — муніципалітет в Італії, у регіоні Венето, провінція Падуя.
Аркуа-Петрарка розташована на відстані близько 380 км на північ від Рима, 55 км на захід від Венеції, 20 км на південний захід від Падуї.
Населення — 1856 осіб (2014).

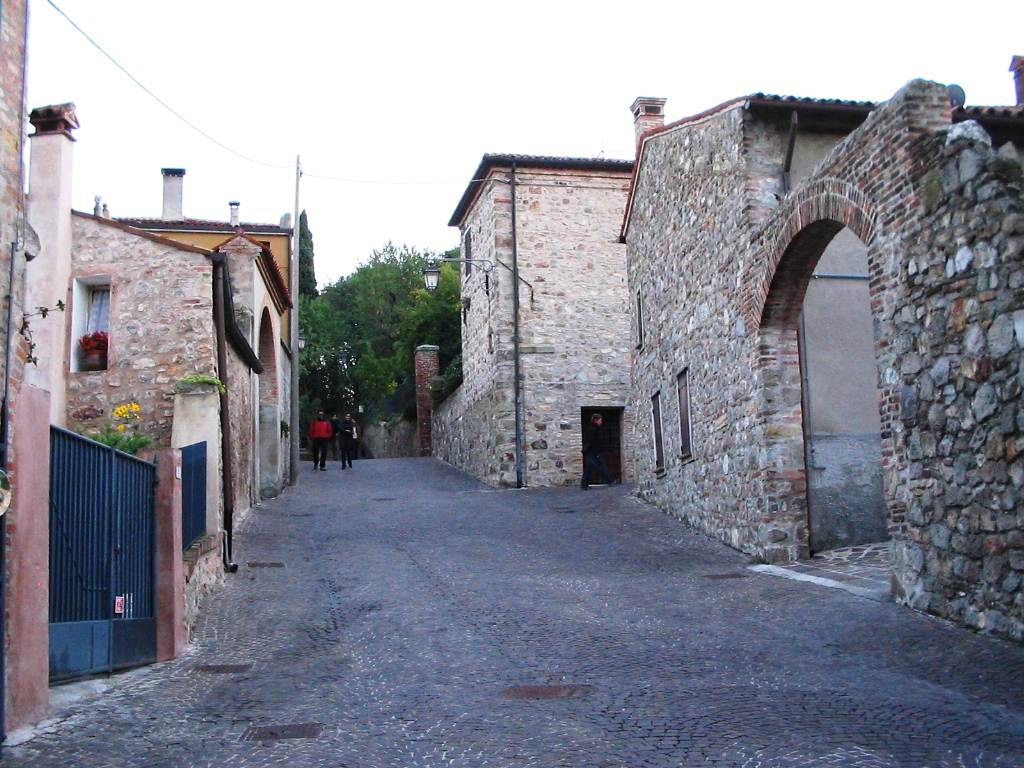

Щорічний фестиваль відбувається першої неділі після Дня Святої Трійці. Покровитель — Santissima Trinità. В Аркуа-Петрарка помер видатний поет італійського Відродження Франческо Петрарка, на честь якого й було змінено назву цього містечка.

## Демографія
Населення за роками:

Станом на 1 січня 2023 року в муніципалітеті офіційно проживало 36 іноземців з 15 країн, серед них 14 громадян країн Євросоюзу та 2 громадяни України.

## Сусідні муніципалітети
- Баоне
- Гальциньяно-Терме
- Монселіче